# Gain (Arabische letter)

Gain in geïsoleerde vorm

Gain, غين, is de 19e letter van het Arabisch alfabet. Aan de gain kent men de getalswaarde 1000 toe.

## Ontstaan
In tegenstelling tot de meeste andere Arabische letters is de gain niet direct uit een letter van het Fenicische alfabet ontstaan. In de begintijd van de Arabische taal ontbraken de diakritische punten nog en schreef men de gain op dezelfde wijze als de letter ain. Om de twee letters te kunnen onderscheiden heeft men later aan de gain een punt toegevoegd, welke de ain niet heeft.

## Uitspraak
De gain is een stemhebbende uvulare fricatief.
De uitspraak is te vergelijken met de Franse (stemhebbende) 'r' 

## Variant

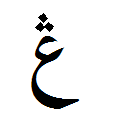
Een "Arabische G"

Af en toe treft men in Arabische lexicons de gain men drie punten in plaats van één punt aan. Deze letter dient om de juiste uitspraak van een "g"-klank in buitenlandse namen te waarborgen, welke in het Standaardarabisch niet voorkomt.

## Gain in Unicode
| Unicode Codepoint | U+063A              |
| Unicode-Name      | ARABIC LETTER GHAIN |
| HTML              | &#1594;             |
| ISO 8859-6        | 0xda                |

Basisalfabet: ا (alif) · 
ب (ba) · 
ت (ta) · 
ث (tha) · 
ج (jim) ·
ح (ḥa) ·
خ (kha) ·
د (dal) ·
ذ (dhal) ·
ر (ra) ·
ز (zai) ·
س (sin) ·
ش (sjin) ·
ص (ṣad) ·
ض (ḍad) ·
ط (ṭah) ·
ظ (ẓa) ·
ع (ain) ·
غ (gain) ·
ف (fa) ·
ق (qaf) ·
ك (kaf) ·
ل (lam) ·
م (mim) ·
ن (nun) ·
ه (ha) ·
و (waw) ·
ي (ya)
Aanvullende tekens: ء (hamza) ·
آ (alif madda) ·
ة (tāʾ marbūṭa) ·
ى (alif maqṣūra) ·
لا (lām-alif)
Klinkertekens: fatḥa ·
kasra ·
ḍamma ·
shadda ·
sukūn ·
waṣla